# Oonopinus pruvotae
Oonopinus pruvotae là một loài nhện trong họ Oonopidae.
Loài này thuộc chi Oonopinus. Oonopinus pruvotae được Lucien Berland miêu tả năm 1929.